# Protomelission

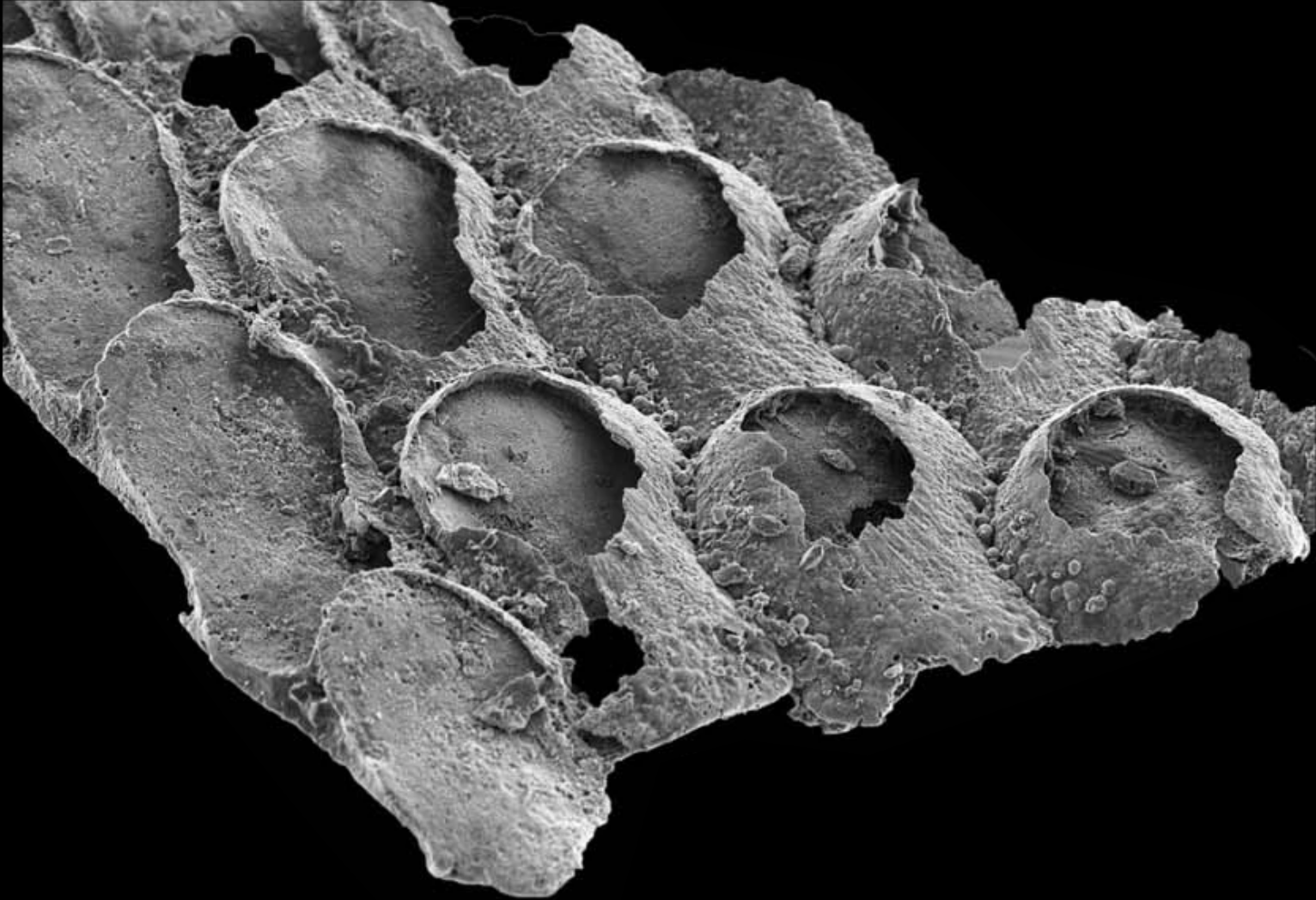
Fósil mineralizado de Protomelission gatehousei de Wirrealpa, Australia.

Protomelission es un taxón fósil del Cámbrico de afinidad cuestionada. Comprende conjuntos de catafractas de cámaras en forma de caja, que forman un talo en forma de maza que rodea una cavidad central hueca. Se describió por primera vez a partir de microfósiles fosfatados cuyas cámaras individuales se interpretaron como que albergaban los zooides de un briozoo no mineralizado, lo que lo convertiría en el único representante del Cámbrico de ese filo, lo que implica que todos los filos animales se originaron en el período Cámbrico.  El posterior descubrimiento de macrofósiles articulados de la biota de Xiaoshiba cuestionó la naturaleza biológica de las aberturas distales, mostrando que la superficie estaba cubierta con pestañas triangulares en forma de hojas. Esto ha llevado a la reinterpretación del material fósil como un «alga», estrictamente como un alga verde dasycladaleana.

## Historia de la descripción
Protomelission fue descrita por primera vez por Brock & Cooper en 1993 a partir de calizas en Wirrealpa, Australia. Se descartó una afinidad de briozoos sobre la base de que sus paredes eran demasiado delgadas, entre otras cosas. El material fósil se complementó con especímenes adicionales de China, lo que hizo que Brock y sus colegas revisaran esta declaración anterior. Una línea clave de evidencia a favor de la afinidad de los briozoos fue la disposición regular de aberturas exhibidas por cada cámara. Sin embargo, más tarde se argumentó que estas aberturas habían surgido tafonómicamente, es decir, por abrasión de una pared originalmente sólida, o por agrandamiento de un agujero original mucho más pequeño. Donde una afinidad de briozoos denotaría la presencia de un anillo de tentáculos acechados que emergen de cada módulo, la recuperación de material macrofósil con preservación de tejido blando demostró que cada cámara estaba asociada con un reborde cónico ahusado, más adecuado para la fotosíntesis. Los autores del estudio original no están convencidos de esta reinterpretación y sugieren en los informes de los medios que la ausencia de tentáculos puede ser a su vez un efecto de la conservación imperfecta.

## Material fósil disponible
Protomelission se conoce a partir de dos modos distintos de conservación: pequeños fósiles con concha de Australia y China, que son fragmentos fosfatados milimétricos; y macrofósiles tipo Esquisto de Burgess, que conservan una anatomía más delicada. Los primeros son totalmente tridimensionales; este último, aplastado en un par de planos de lutita. Estos diferentes modos de preservación significan que el material de los dos escenarios no es idéntico, y es un desafío establecer sin lugar a dudas que las dos formas de fósil pertenecen a la misma especie, o incluso desde un punto de vista cínico, ambos al mismo tipo de organismo. Ya sea que los dos tipos de fósiles sean o no conespecíficos, Yang et al. argumentan que la similitud en la morfología general es suficiente para mostrar que una interpretación dasyclad es plausible para ambos conjuntos de material fósil, y que el material no puede considerarse un bona fide briozoo.